# Будды прошлого

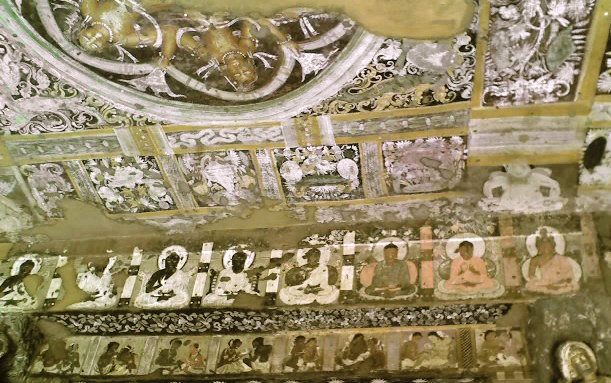
Семь будд прошлого и Майтрейя на росписях Аджанты, второй ряд снизу (из восьми фигур), слева направо. Майтрейя выделяется тем, что он в короне

В странах, где большинство населения придерживается буддизма Тхеравады, например, в Шри-Ланке, Камбодже, Бирме, Таиланде, проводят праздники в честь 28 будд прошлого, описанных в Буддавамсе. В этом тексте описана жизнь Будды Гаутамы и 27 будд, предшествовавших его приходу.

Согласно махаянской традиции, противоречащей текстам палийского канона, в каждую кальпу появляется 1000 будд. В палийских текстах же описано, что Будды возникают не в каждую кальпу. К примеру 91 кальпу назад - 1 Будда Випасси, 31 кальпу назад - 2 Будды (Сиккхи и Весабху) и в текущую кальпу 4 Будды (Какусандха, Конагамана, Кассапа, Готама). 

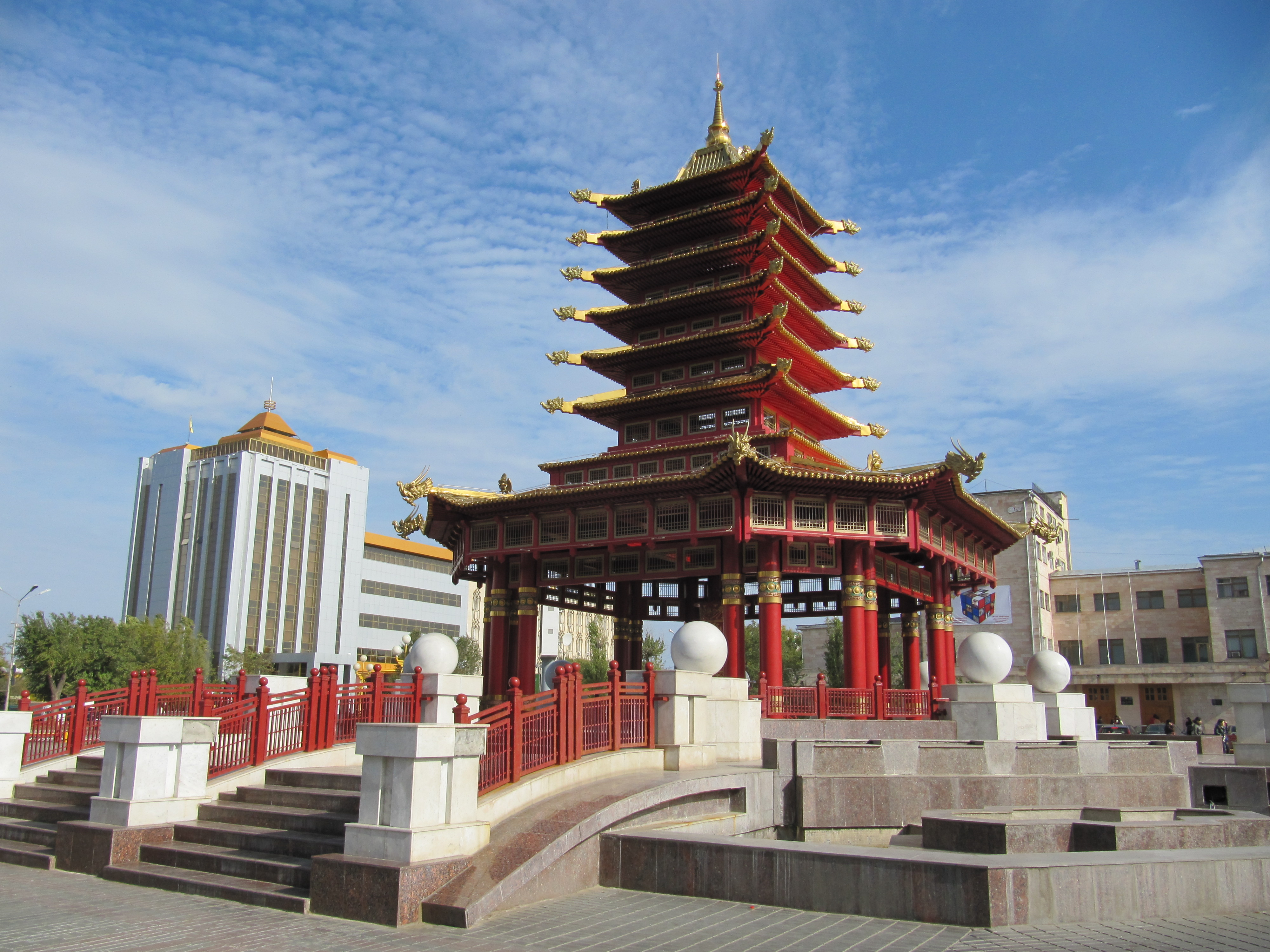
Пагода Семи Дней в Элисте, посвящённая семи буддам

## Семь будд прошлого
Семь будд прошлого или Семь будд древности (IAST: sapta-tathāgata) — блок буддийской понятийной системы, предполагающий линию передачи Дхармы, предшествующую Будде Шакьямуни. Встречается как в традициях махаяны, так и тхеравады.
1. Випашьин Vipaśyin 毘婆尸
2. Шикхин Śikhin 尸棄
3. Вишвабху Viśvabhū 毘舍婆
4. Кракуччханда Krakucchanda 拘樓孫
5. Канакамуни Kanakamuni 拘那舎牟尼
6. Кашьяпа Kāśyapa 迦葉
7. Шакьямуни 釈迦牟尼

Существует ряд источников, более или менее подробно описывающих будд, приходивших в мир до Шакьямуни. Эта линия неразрывно связана с продолжением наставничества Шакьямуни, так что он оказывается предпоследним в ряду учителей. После него упоминается его ученик и преемник в общине Махакашьяпа или же Майтрейя, Будда грядущего.
Широко распространён также список 28 будд, уходящий в ещё более далёкое прошлое.

## Функции предшествующих будд
Наличие предшественников дает фигуре Шакьямуни историческую глубину. Также каждый будда встречался с последующим и предрекал тому достижение просветления в будущих жизнях. Все предшественники, как и Шакьямуни, совершили 12 деяний (с некоторой заменой условий их совершения).
Опора на линию передачи, значительную по временной протяжённости, создала историческую перспективу, благодаря чему буддийские и джайнские монастырские хроники являются первыми индийскими историческими источниками.

## 7 будд прошлого
| # | на пали    | имя на санскрите           | дерево бодхи                                                                     | цвет кожи  |
| - | ---------- | -------------------------- | -------------------------------------------------------------------------------- | ---------- |
| 1 | Випасси    | Випашьин                   | патали (Bignonia suaveolens)                                                     | золотистый |
| 2 | Сикхи      | Шикхин                     | белый лотос, пундарика (Nymphaea alba)                                           |            |
| 3 | Вессабху   | Вишвабху(-к)               | сал (шак) (Shorea robusta/Vatica robusta)                                        |            |
| 4 | Какусанда  | Кракуччханда               | акация, сириса (Albizia lebbeck)                                                 |            |
| 5 | Конагамана | Канакамуни                 | Удумбара (Ficus glomerata)                                                       |            |
| 6 | Кассапа    | Кашьяпа(-муни)             | Нигродха (баньян) (Ficus indica)                                                 |            |
| 7 | Шакьямуни  | Шакьямуни                  | смоковница, ашваттха, ассатха (Ficus religiosa)                                  | золотистый |
| 8 | Меттейя    | Майтрейя (Будда грядущего) | железное дерево, нага (Mesua ferrea) или ашока (Saraca indica или Jonesia Ashok) |            |

## 28 будд прошлого
Согласно махаянским текстам не относящимся к текстам палийского канона, в текущую кальпу, которая называется Бхадракальпа, что в переводе с санскрита означает «Благая кальпа», должно прийти 1000 или 1005 будд. Будда Шакьямуны стал четвёртым Татхагатой текущей кальпы. Первым буддой кальпы был Кракуччханда, в его времена люди жили по 60 000 лет. Затем следовал Будда Канакабуни, при нём продолжительность человеческой жизни составляла 40 000 лет. Третьим был Будда Кашьяпа, пришедший в мир, когда срок жизни человека сократился до 20 000 лет.
|    | Имя         | Имя на пали | Каста    | Место рождения                | Родители                                         | Дерево бодхи                           | Инкарнация Гаутамы                                     |
| -- | ----------- | ----------- | -------- | ----------------------------- | ------------------------------------------------ | -------------------------------------- | ------------------------------------------------------ |
| 1  | Танханкара  | Taṇhaṅkara  | Кшатрии  | Долина Ганга — Варанаси       | Король Сунанда и королева Сунандаа               | Алламанда слабительная                 |                                                        |
| 2  | Меданкара   | Medhaṅkara  |          | Долина Ганга — Паталипутра    | Судева и Яшодхара                                | Kaela                                  |                                                        |
| 3  | Сарананкара | Saraṇaṅkara |          | Долина Нармады — Уггани       | Сумангала и Яшавати                              | Stereospermum chelonoides              |                                                        |
| 4  | Дипанкара   | Dīpankara   | Брахманы | Долина Маханади — Райпур      | Судева и Сумедайя                                | Фикус священный                        | Сумеда (также Сумати или Мега Манава, богатый брахман) |
| 5  | Конданья    | Koṇḍañña    | Кшатрии  | Долина Махавели — Махаянгана  | Сунанда и Суджата                                | Саловое дерево                         | Виджитави (Чакраварти в Чандаватинагаре Маджхимадесы)  |
| 6  | Мангала     | Maṅgala     | Брахманы | Долина Валаве — Балангода     | Уттара и Уттара                                  | Мезуя                                  | Суручи (В Сирибрахмано)                                |
| 7  | Сумана      | Sumana      | Кшатрии  | Маханади — Дамбаденайя        | Судассана и Сирима                               | Мезуя                                  | царь нагов Атуло                                       |
| 8  | Ревата      | Revata      | Брахманы | Монарагала                    | Випала и Випула                                  | Мезуя                                  | Брахман, знаток Вед                                    |
| 9  | Собита      | Sobhita     | Кшатрии  | Долина Нармады — Аджанта      | Судамманагара и Судамманагара                    | Мезуя                                  | Брахман Суджата (в Раммавати)                          |
| 10 | Аномадасси  | Anomadassi  | Брахманы | Долина Годавари — Нагпур      | Яшава и Яшодара                                  | Кукубха                                | Царь якшей                                             |
| 11 | Падума      | Paduma      | Кшатрии  | Долина Годавари — Хайдарабад  | Анурула и Суджата                                | Лагерстрёмия изящная                   | Лев                                                    |
| 12 | Нарада      | Nārada      |          | Долина Кавери — Веллор        | Царь Судева и Анопама                            | Лагерстрёмия изящная                   | Тапасо в Гималаях                                      |
| 13 | Пудамуттара | Padumuttara | Кшатрии  | Долина Кавери — Тирупати      | Анурула и Суджата                                | Диптерокарпус Dipterocarpus zeylanicus | Аскет Джатило                                          |
| 14 | Сумеда      | Sumedha     | Кшатрии  | Долина Ганга — Агра           | Сумеда и Сумеда                                  | Nipa                                   | Уроженец Уттаро                                        |
| 15 | Суджата     | Sujāta      |          | Долина Инда                   | Уггата и Паббавати                               | Бамбук обыкновенный                    | Чакравартин                                            |
| 16 | Пиядасси    | Piyadassi   |          | Долина Иравади — Мандалай     | Судата и Субаддха                                | Crateva hygrophila                     | брахман Кассапа (в Сириваттанагаре)                    |
| 17 | Аттадаси    | Atthadassi  | Кшатрии  | Долина Инда — Таксила         | Сагара и Судассана                               | Магнолия чампака                       | брахман Сусино                                         |
| 18 | Дхаммадасси | Dhammadassī | Кшатрии  | Долина Ганга — Патна          | Суранамаха и Сунанада                            | bimbijāla                              | Предводитель дэвов Индра                               |
| 19 | Сиддхартха  | Siddharttha |          | Долина Брахмапутры — Нагаленд | Удени и Супасса                                  | kanihani                               | брахман Мангал                                         |
| 20 | Тисса       | Tissa       |          | Читтагонгский горный район    | Джанасандо и Падума                              | Птерокарпус мешковидный                | Царь Суджата в Ясаватинагаре                           |
| 21 | Пусса       | Phussa      | Кшатрии  | Долина Ганга — Варанаси       | Джаясена и Сиремайя                              | Филлантус эмблика                      | Виджитави                                              |
| 22 | Випасси     | Vipassī     | Кшатрии  | Долина Инда — Гондар          | Випасси и Випасси                                | Stereospermum chelonoides              | Царь Атула                                             |
| 23 | Сикхи       | Sikhī       | Кшатрии  | Арунавати                     | Арунаватти и Папаватти                           | Mangifera zeylanica                    | Ариндамо в Сарабавитанагаре                            |
| 24 | Вессабху    | Vessabhū    | Кшатрии  | Анупаманагара                 | Суппалита и Яшавати                              | Саловое дерево                         | Садассана в Сарабаватинагаре                           |
| 25 | Какусанда   | Kakusandha  | Брахманы | Кхемаватинагара               | брахман Агидатта, священник царя Кхемы, и Висака | Альбиция                               | Царь Кхема                                             |
| 26 | Конагамана  | Koṇāgamana  | Брахманы | Собаватинагара                | брахман Янадатта и Уттара                        | Фикус кистевидный                      | Джотипала в Ваппуле                                    |
| 27 | Кассапа     | Kassapa     | Брахманы | Варанаси                      | брахман Брахмадатта и Дханавати                  | Фикус бенгальский                      | Джотипала в Ваппуле                                    |
| 28 | Гаутама     | Gautama     | Кшатрии  | Лумбини                       | Царь Шуддходана и Майя                           | Фикус священный                        |                                                        |